# خریطه
خریطه کیسه‌ای است از پوست و مانند آن که در آن چیزی کرده و ابتدای آن را می‌بندند. خریطه معنای نقشه را نیز می‌دهد.